# Harm Bouwman
Harm Bouwman (Uithuizen, 30 augustus 1863 - Kampen, 8 februari 1933) was een Nederlandse theoloog en hoogleraar kerkgeschiedenis en kerkrecht aan de Theologische Universiteit Kampen.

## Levensloop
Bouwman was de zoon van Jan Okkes Bouwman die landbouwer was en Cornelia Bouwman-Sietsema. Hij studeerde theologie in Kampen en Amsterdam en promoveerde in 1899 in de theologie. Zijn promotor was J.C.Matthes. Op 28 september 1893 huwde hij met Freerkje Dijksterhuis. In datzelfde jaar werd hij predikant van de gereformeerde kerk te Berlikum en in 1897 werd hij predikant te Hattem. Van 1903 tot 1933 was hij hoogleraar aan de Theologische School te Kampen. Bouwman was de eerste kerkhistoricus aan de Theologische School van de Gereformeerde Kerken te Kampen die behalve theologisch docent ook historisch onderzoeker was. Hij deed onder andere onderzoek naar de geschiedenis van de Afscheiding van 1834.
Van 1908 was Bouwman eindredacteur van De Bazuin, het orgaan van de Theologische School te Kampen. In 1928 publiceerde hij een boek over het gereformeerde kerkrecht. Na zijn overlijden gaf zijn collega Tjeerd Hoekstra het tweede deel uit. Dit standaardwerk over kerkrecht werd nog in 1985 herdrukt.

## Publicaties
Een onvolledige lijst:
- De kerkelijke tucht naar het gereformeerde kerkrecht (Kampen, 1912)
- De crisis der jeugd: eenige bladzijden uit de geschiedenis van de kerken der afscheiding (1914)
- Willem Teellinck en de practijk der godzaligheid (Kampen, 1928)